# Horsfieldia tuberculata
Horsfieldia tuberculata är en tvåhjärtbladig växtart som beskrevs av Otto Warburg. Horsfieldia tuberculata ingår i släktet Horsfieldia och familjen Myristicaceae. Utöver nominatformen finns också underarten H. t. crassivalva.